# TX-0
Der TX-0 (Transistorized Experimental computer zero), auch tixo genannt, gilt als der erste transistorbasierte Computer und wurde 1955 am Lincoln Laboratory des MIT entwickelt und ab 1956 eingesetzt. Er war Nachfolger des Whirlwinds, der noch nicht über Transistoren verfügte, und Vorgänger der PDP-1. Ursprünglich sollte er nur die Fähigkeiten von Transistoren demonstrieren und das Nachfolgemodell TX-2 unterstützen.
Die Entwicklung wurde von Ken Olsen überwacht, beteiligt war auch der Computeringenieur Wesley A. Clark, der die Logik entwickelte.

## Aufbau

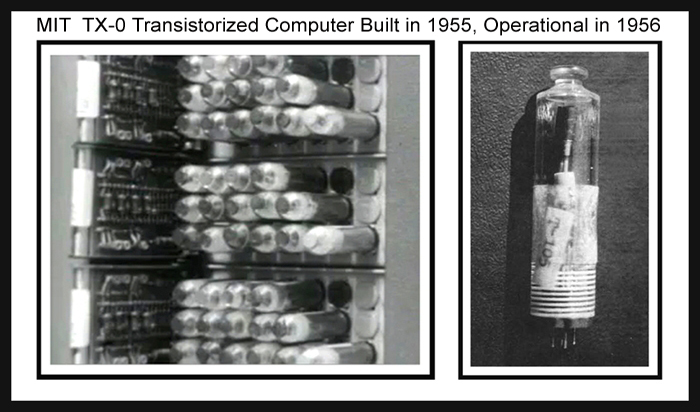
Damit die verwendeten Oberflächengrenzschichttransistoren leichter überprüft und ausgetauscht werden konnten, waren sie wie die meisten Elektronenröhren in Glaskolben untergebracht.

Der Computer besteht aus Transistoren, der Arbeitsspeicher basiert auf Magnetkernspeichern. Die Spitzengeschwindigkeit betrug 83 kOPS (OPS: Operationen pro Sekunde). Wie bei der PDP-1 besteht der Hauptspeicher aus 18 Bit großen Worten. In der Grundversion war die Speicherkapazität 65.536 Worte. 1958 wurde der Speicher auf den Nachfolgerechner TX-2 übertragen und die TX-0 wurde mit einem Speicher von 4096 Worten ausgestattet. 1959 wurde die Kapazität auf 8192 Worte erweitert. Die Adressgröße wurde von 16 auf 13 Bit reduziert.
Ab 1957 gab es ein 12 Zoll Oszilloskop (512 × 512 Pixel) als Monitor und ab 1958 einen Lichtgriffel. Außerdem verfügte das Gerät über einen Lautsprecher. Als Peripherie gab es Drucker und Bandlaufwerke (Magnetbänder und Lochstreifen).

## Anwendungen
Der TX-0 wurde in den ganzen 1960er Jahren am MIT eingesetzt. Da besonders die teuren Magnetkernspeicher für das Nachfolgeprojekt TX-2 requiriert wurden, wurde der TX-0 im Lincoln Laboratory 1958 ausgesondert und dem  Research Laboratory of Electronics des MIT übergeben, in dem in den 1960er Jahren die Anfänge der Künstlichen Intelligenz und der Hackerkultur gelegt wurden.

### Spiele
Zwischen dem ersten Videospiel Tennis for Two und dem Computerspiel Spacewar! gab es bereits einige Demos und einfache, größtenteils textbasierte Spiele, sowie Schach und Tic-Tac-Toe.

## Bedeutung
Der TX-0 gilt als einer der ersten modernen transistorisierten Computer. Mit der Möglichkeit der direkten Programmierung (ohne Lochkarten) entstanden die ersten Hacker-Clubs.

## Vorgänger
- Der TX-0 war eine transistorisierte Version des ebenfalls am Lincoln Laboratory entwickelten und für seine Innovationen berühmten Whirlwind (Röhren statt Transistoren). Dieser nahm eine ganze Halle ein, während der TX-0 etwas schneller war und in einen Raum passte.

## Nachfolger
- TX-1
- TX-2 (1958)
- PDP-1 bei der kurz zuvor von Ken Olsen gegründeten DEC (1959)

## Emulation
Der Emulator M.E.S.S. emuliert sowohl den TX-0 als auch die PDP-1.